# Werner Richard Heymann

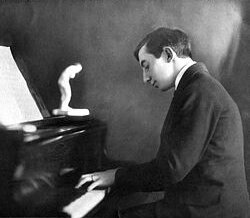
Werner R. Heymann

Werner Richard Heymann (* 14. Februar 1896 in Königsberg i. Pr.; † 30. Mai 1961 in München) war ein deutscher Komponist und Dirigent.

## Leben
Seinen ersten Musikunterricht erteilte ihm Max Brode, der Leiter der Königsberger Philharmonie. Im Alter von 12 Jahren trat Heymann in diesem Orchester als Violinist auf. Nachdem der Vater im Jahr 1908 gestorben war, übersiedelte 1911 die Familie nach Berlin. Dort besuchte er die Königliche Hochschule für Musik; sein Lehrer war Paul Juon. Nach Beginn des Ersten Weltkrieges wurde er für kurze Zeit – bis zur krankheitsbedingten Entlassung – Soldat. Nach einem kurzen Aufenthalt in Wien begann er, als Komponist mit verschiedenen Berliner Kabaretts zusammenzuarbeiten, u. a. mit dem Kabarett „Schall und Rauch“, dessen Leiter seinerzeit Max Reinhardt war. Heymann übernahm die Leitung des Kabaretts.
Heymann arbeitete bereits in der Stummfilmzeit mit dem später bekannten Produzenten Erich Pommer zusammen und improvisierte bei den Dreharbeiten am Klavier die später mit Orchester erklingende Musik. Da sein Gehalt während der galoppierenden Inflation nicht angepasst wurde, zerstritten sich Heymann und Pommer und Heymann begann für das Kabarett „Die Wilde Bühne“ zu arbeiten. Im Herbst 1923 brannte die Wilde Bühne ab, womit auch diese Einnahmequelle versiegte. Heymann bewarb sich auf die Stelle als Assistent des Kinokapellmeisters Ernst Rappee, dessen Posten er im Herbst 1926 übernahm. Sein Zuständigkeitsbereich in dieser Position umfasste die Kompositionen und Arrangements von Stummfilmen. Nach dem Aufkommen des Tonfilms komponierte er dafür berühmt gewordene Melodien, etwa für Die Drei von der Tankstelle, Der Kongreß tanzt, Ein blonder Traum und Ich bei Tag und Du bei Nacht.

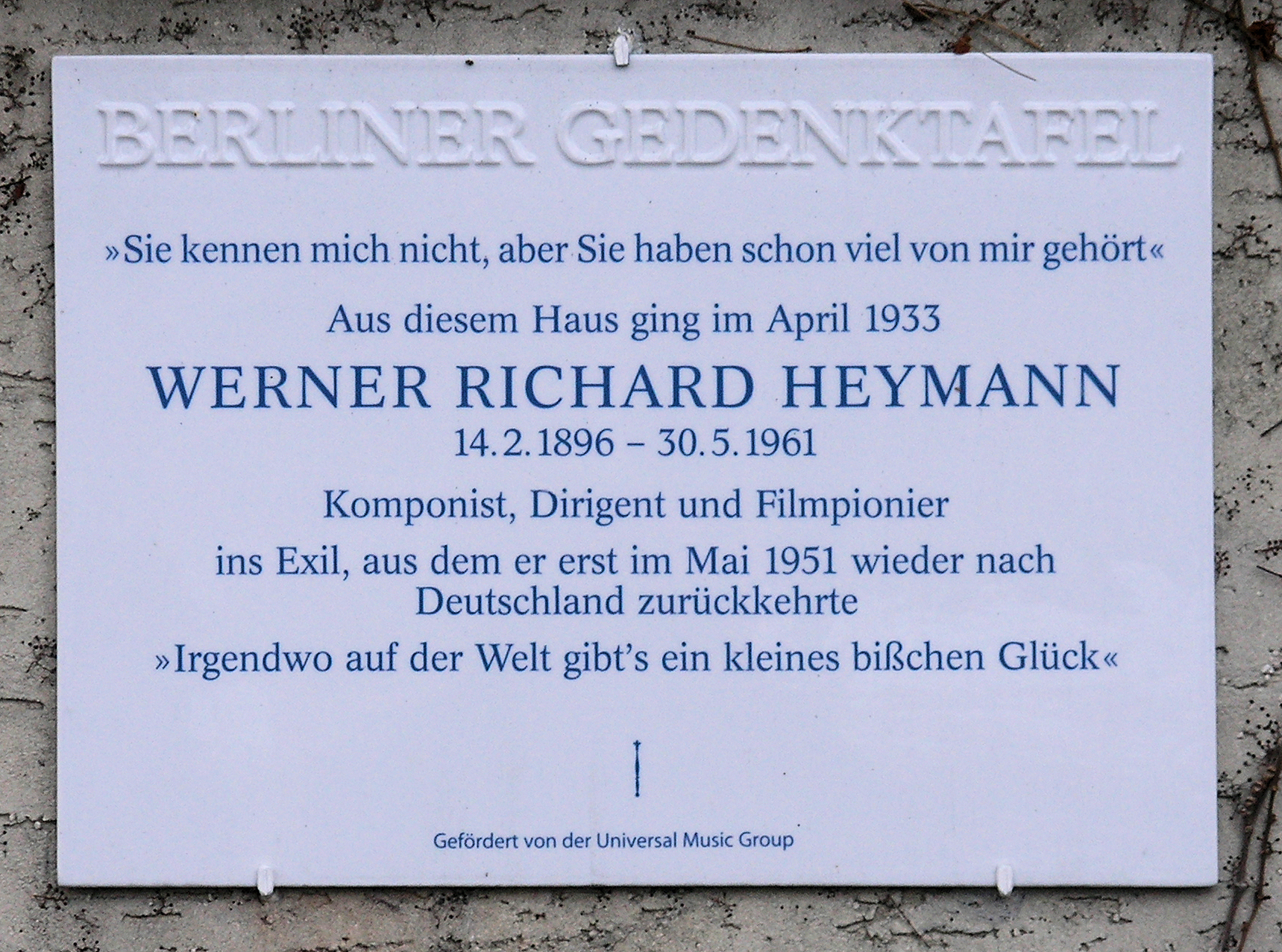
Berliner Gedenktafel am Karolingerplatz 5a in Berlin-Westend

Nach der Machtübergabe an die Nationalsozialisten im Januar 1933 wurde Heymann, der inzwischen Generalmusikdirektor der Ufa geworden war, als einzigem Mitarbeiter jüdischer Abstammung die Weiterbeschäftigung angeboten. Weil er „so deutsche Melodien schreibe“, hieß es vom Vorstand der Filmgesellschaft als Begründung. Trotz glaubhafter Versicherung, den unverzichtbaren Komponisten halten und schützen zu können, lehnte Heymann das infame Angebot mit Verweis auf seine bereits entlassenen jüdischen Kollegen ab, worauf ihm nach Drohungen nahegelegt wurde, das Land so schnell wie möglich zu verlassen. Noch im April 1933 floh er deshalb in die Emigration – zuerst nach Paris, dann versuchte er, in Hollywood eine neue Heimat und Wirkungsstätte zu finden, was jedoch misslang. Er kehrte daher nach Paris zurück und ging später nach London. Ende der 1930er Jahre begab er sich ein weiteres Mal in die USA und komponierte zahlreiche Filmmusiken, u. a. für die Ernst-Lubitsch-Filme Ninotschka mit Greta Garbo und Sein oder Nichtsein. Er wurde mehrmals für den Oscar nominiert, u. a. für die Filmmusik für den Film Blaubarts achte Frau, die in Kooperation mit Friedrich Hollaender entstand.
Heymann kehrte 1951 nach Deutschland zurück, wo er sich weiterhin dem Komponieren widmete und 1957 nach einem „Kulturtest“ die deutsche Staatsbürgerschaft wiedererlangte. Er heiratete in vierter Ehe die Schauspielerin Elisabeth Millberg, mit der er eine Tochter, Elisabeth Charlotte Trautwein-Heymann (* 3. November 1952), bekam. Heymann starb 1961 in München. Er ist auf dem Münchener Waldfriedhof (Neuer Teil) begraben. Sein älterer Bruder war der Rechtsreferendar und Schriftsteller Walter Heymann (1882–1915).

## Bedeutung

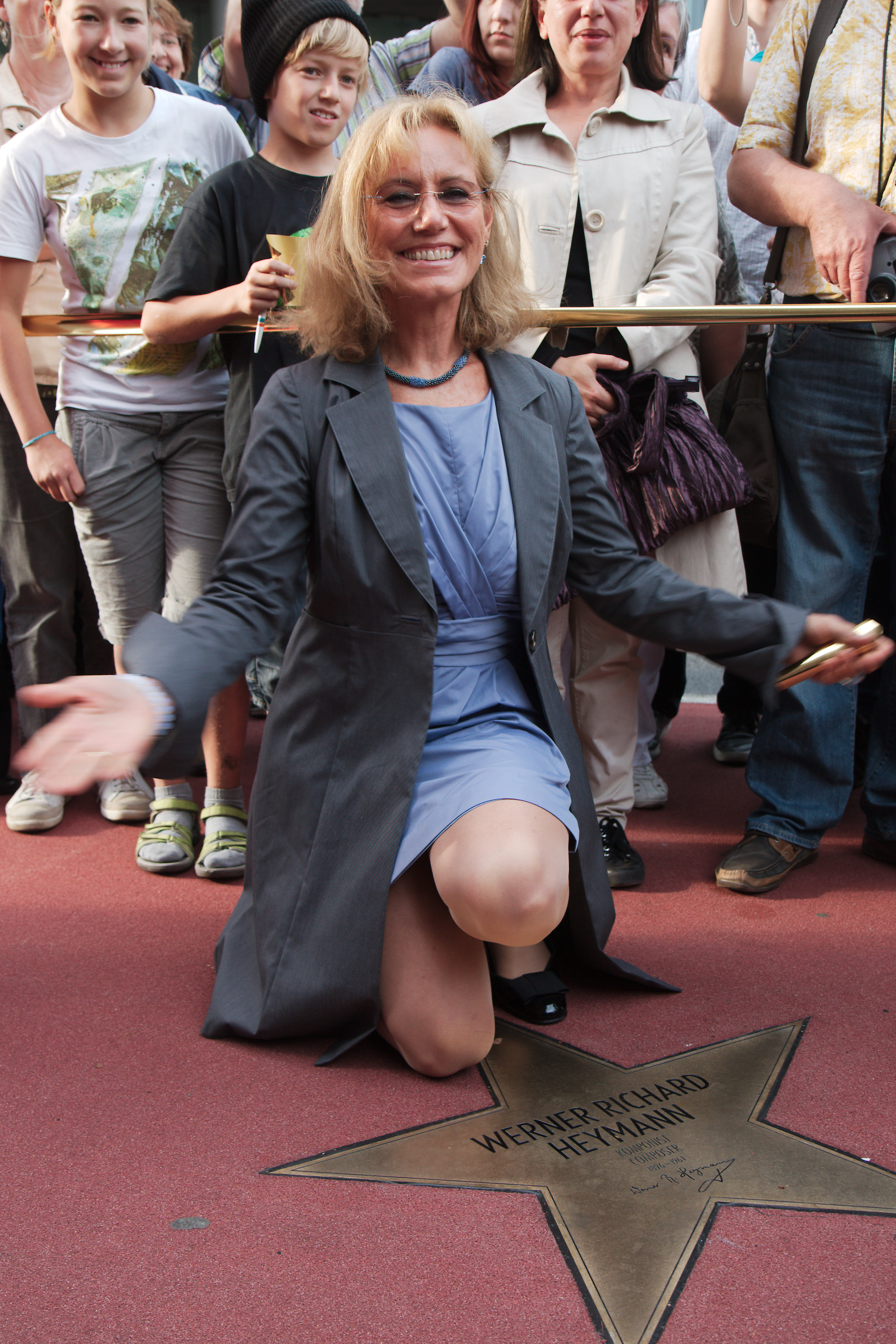
Boulevard der Stars (2012)

Heymanns kompositorischen Werke umfassen Operetten, Bühnenwerke, Filmmusiken, Kabarettmusiken, Schlager, Chansons sowie Lustspiele. Er vertonte außerdem Texte von Robert Gilbert, Walter Mehring, Kurt Tucholsky, Leo Heller und vielen anderen. Den größten Bekanntheitsgrad erreichten seine Filmmusiken; als Interpreten traten u. a. Lilian Harvey, Willy Fritsch, Heinz Rühmann, Paul Hörbiger, Hans Albers und die Comedian Harmonists in Erscheinung. Die Filmemacherin Helma Sanders-Brahms porträtierte ihn, sein Werk und die Zeit seiner größten Erfolge 2012 in ihrer letzten filmischen Arbeit, dem Dokumentarfilm So wie ein Wunder – Das singende Kino des Herrn Heymann. Seit April 2020 trägt ein Platz in Berlin-Schmargendorf den Namen Werner-Richard-Heymann-Platz.

## Werke
Das Werkverzeichnis und die Auflistung seiner vertonten Filme wurden von der Internetseite  und aus seiner Autobiographie zusammengetragen. Siehe Literatur: Hubert Ortkemper (Hrsg.): Werner Richard Heymann: „Liebling, mein Herz lässt dich grüßen“. Der erfolgreichste Komponist der UFA-Zeit erinnert sich.

### Orchester- und Kammermusik
- 1912: Maifeierlied für eine Stimme und Orchester (verschollen)
- 1914: Frühlingsnotturno für kleines Orchester op.4
- 1915/1916: Rhapsodische Sinfonie für großes Orchester und Baritonsolo in einem sechsteiligen Satze op.5
- 1916/1917: Zwei Gesänge für Tenor und Orchester op.6
  - Der Tanz der Götter (nach Li Tai-peh von Walter Heymann)
  - Anrufung (Text: Werner Richard Heymann)

- 1921: Streichquartett
- 1929: Ricercare in Schnarr-Dur für Knabenchor, Sopran, Alt, Tenor und Bass
- 1948: Let Us Keep Our Land the "Land of the Free" für einstimmigen Chor und Klavier ("dedicated to the memory of Franklin D. Roosevelt")

### Bühnenwerke
- 1919: Bühnenmusik zu Die Wandlung von Ernst Toller für eine Geige
- 1920: Bühnenmusik zu Europa, Spiel und Tanz von Georg Kaiser
- 1928: Bearbeitung der Bühnenmusik zu Artisten von George Waters und Arthur Hopkins
  - Kennst du das kleine Haus am Michigansee? (Text: Marcellus Schiffer)

- 1928: Bühnenmusik zu Katharina Knie von Carl Zuckmayer
- 1933: Dame Nr.1 rechts (Musikalisches Lustspiel von Hans Müller frei nach André Picard, Liedtexte von Robert Gilbert)
  - Seit ich dich gefunden hab’
  - Das Schönste sind die Damen
  - Mir bleiben alle treu
  - Ich will nicht morgen schon dein Gestern sein
  - Jemand, jemand, irgend jemand
  - Ich muss den Mädchen gut sein

- 1933: Florestan I., Prince de Monaco (Operette von Sascha Guitry, Chansontexte von Albert Willemetz)
  - Margot
  - Ah ! Si j’avais été ténor
  - Amusez-vous
  - Je l’aime, je l’adore
  - C’est si charmant
- 1935: Trente et Quarante (Operette von S. Fodor, Chansontexte von Jean de Létraz)
  - La Vie est belle
  - Ouvre moi ta porte
  - Voici mon cœur
  - Dites merci, Madame
  - L’Invitation à l’amour
- 1951: Bühnenmusik und Chansons zu Professor Unrat von Erich Ebermayer nach Heinrich Mann, Liedtexte von Robert Gilbert
  - Mir liegen die älteren Jahrgänge
  - Der Herr von Gestern
  - In Hamburg und Lübeck und Bremen
  - Akrobat – schön!
  - O hätt’ ich doch mein Kind verkauft
- 1954: Kiki vom Montmartre (musikalisches Lustspiel von Erich Fritz Brücklmeier und Janne Furch nach André Picard; Neubearbeitung von Dame Nr. 1 rechts)

## Filmografie

### Stummfilmmusiken
- 1926: Die Brüder Schellenberg
- 1926: Die Fahrt ins Abenteuer
- 1926: Wien – Berlin
- 1926: Wie einst im Mai
- 1926: Im weißen Rößl
- 1926: Der Mann im Feuer
- 1926: Sein großer Fall
- 1926: Der Kurier des Zaren (Michel Strogoff)
- 1926: Das Mädel auf der Schaukel
- 1926: Faust – eine deutsche Volkssage
- 1926: Der Sohn des Hannibal
- 1926: Vater werden ist nicht schwer
- 1927: Brennende Grenze
- 1927: Eine Dubarry von heute
- 1927: Meine Tante – Deine Tante
- 1927: Durchlaucht Radieschen
- 1927: Die Bräutigame der Babette Bomberling
- 1927: Die sieben Töchter der Frau Gyurkovicz
- 1927: Valencia, du Schönste aller Rosen
- 1927: Jugendrausch
- 1927: Ein rheinisches Mädchen bei rheinischem Wein
- 1927: Die heilige Lüge
- 1927: Der fidele Bauer
- 1927: Der große Sprung
- 1928: Spione

### Tonfilme
- 1928: Des Haares und der Liebe Wellen
- 1928: Paganini in Venedig
- 1929: Melodie des Herzens
  - Frühlingslied (Das Lied vom Lenz ist alt und schlecht)
  - Hopp, hopp, hopp, heut' komm' ich zu dir
- 1930: Liebeswalzer
  - Du bist das süßeste Mädel der Welt
  - Fühlen, nicht denken
  - Liebeswalzer (Sag nicht ja, sag nicht nein)
  - Hurra, hurra, hurra
  - O.-K.-Song
  - Bobby
- 1930: Die Drei von der Tankstelle
  - Ein Freund, ein guter Freund
  - Liebling, mein Herz läßt dich grüßen
  - Lieber guter Herr Gerichtsvollzieher
  - Hallo, du süße Frau
  - Erst kommt ein großes Fragezeichen
- 1931: Ihre Hoheit befiehlt
  - Frag nicht wie, frag nicht wo
  - Du hast mir heimlich die Liebe ins Haus gebracht
  - Komm und tanz mit mir
  - Trara! Jetzt kommt die Marschmusik
  - Bisschen dies, bisschen das

- 1931: Der Kongreß tanzt

Liedauskopplung mit Christels Lied aus dem Film Der Kongreß tanzt.

  - Das muß ein Stück vom Himmel sein (nach einer Melodie des Walzers Mein Lebenslauf ist Lieb und Lust von Josef Strauss)
  - Das gibt’s nur einmal, das kommt nicht wieder
  - Schön ist das Leben
- 1931: Der Ball
  - Einmal sucht jeder die Straße nach dem Glück
  - Le Bal
  - Das ist der Sonntag
  - Isabella
  - Puppenlied
- 1931: Bomben auf Monte Carlo
  - Wenn der Wind weht
  - Das ist die Liebe der Matrosen
  - Eine Nacht in Monte Carlo
  - Pontenero
- 1932: Der Sieger
  - Hoppla jetzt komm ich
  - Es führt kein andrer Weg zur Seligkeit
  - Was du jetzt tust, ist gefährlich
  - Wir tanzen ein und schauen aus
  - Heut’ muss ein Mann seinen Mann steh’n
  - Telegraphen-Song
- 1932: Quick
  - Gnädige Frau, komm und spiel mit mir
- 1932: Ein blonder Traum
  - Irgendwo auf der Welt
  - Wir zahlen keine Miete mehr
  - Einmal schaffts jeder
  - Alles verstehen heißt alles verzeih’n
  - Ich hab so Sehnsucht
- 1932: Ich bei Tag und Du bei Nacht
  - Wenn ich sonntags in mein Kino geh
  - Wenn du nicht kommst, haben alle Rosen umsonst geblüht
  - Uns kann keiner
- 1933: Saison in Kairo
  - Saison in Kairo
  - Mir ist so ich weiß nicht wie
- 1934: Caravan
  - Happy, I’m happy
  - Ha-Cha-Cha
  - Wine Song
- 1935: La petite sauvage
- 1936: Le grand refrain
  - Le grand refrain
  - J’ai quelqu’un dans mon coer
  - Pourvu que vous m’aimez
- 1936: The Beloved Vagabond
  - You Look so Sweet
  - Tzeinga-Doodle-Day
- 1937: Stolen Holiday
- 1937: The King and the Chorus Girl
  - For You
  - Rue de la paix
- 1937: Angel (mit Friedrich Hollaender u. a.)
- 1938: Blaubarts achte Frau (Bluebeard’s Eighth Wife)
- 1939: Ninotschka (Ninotschka)
  - I Found Romance
- 1939: The Earl of Chicago
- 1939: Rendezvous nach Ladenschluß (The Shop Around the Corner)
- 1940: Primrose Path
- 1940: Tumak, der Herr des Urwalds (One Million B.C.)
- 1940: He Stayed for Breakfast
- 1940: This Thing Called Love
- 1941: Ehekomödie (That Uncertain Feeling)
- 1941: Topper 2 – Das Gespensterschloß (Topper Returns)
  - Waltz Lovely
- 1941: My Life with Caroline
- 1941: Bedtime Story
- 1942: Sein oder Nichtsein (Oscar-Nominierung für beste Filmmusik 1942)
- 1942: The Wife Takes a Flyer
- 1942: Ein Kuss zu viel (They All Kissed the Bride)
- 1942: Flight Lieutenant
- 1942: A Night to Remember
- 1943: Appointment in Berlin
- 1943: Our Hearts were Young and Gay
- 1943: Knickerbocker Holiday (nach dem Musical von Kurt Weill)
  - Let’s Make Tomorrow Today (Oscar-Nominierung für bestes Filmmusical 1944)
- 1944: Mademoiselle Fifi
- 1944: My Pal Wolf
- 1944: Three Is a Family
- 1944: Modell wider Willen (Together Again)
- 1944: Heil dem siegreichen Helden (Hail the Conquering Hero)
- 1944: It’s in the Bag!
- 1945: Der Dieb und die Blonde (Hold That Blonde)
- 1945: Küsse und verschweig mir nichts (Kiss and Tell)
- 1946: Verrückter Mittwoch (Mad Wednesday!)
- 1946: Lost Honeymoon
- 1947: Always together
- 1947: Ein Mann für Millie (The Mating of Millie)
- 1948: Geld oder Liebe (Let’s Live a Little)
- 1949: Flitterwochen mit Hindernissen (Tell It to the Judge)
- 1949: A Kiss for Corliss
- 1950: Die Männerfeindin (A Woman of Distinction)
- 1950: Emergency Wedding
- 1950: Das skandalöse Mädchen (The Petty Girl)
- 1951: Durch Dick und Dünn
  - Ich lieb dich von Herzen
- 1951: Heidelberger Romanze
  - Drunt am Neckarstrand
  - Schlaf gut, träum süß
  - Zur Ruh geh auch du
- 1952: Alraune
  - Das Lied vom einsamen Mädchen
  - Sie herzte sanft ihr Spielzeug
  - Heut gefall’ ich mir
- 1954: Neue Welt
- 1954: Geliebtes Fräulein Doktor
  - Tausend Träume lang
  - Mehr kann mein Herz nicht haben
- 1954: Ein Haus voll Liebe
  - Warum ist die Liebe so beliebt
  - Ali Baba
  - Am schönsten ist es zu Haus’
- 1955: Der Kongreß tanzt (Neuverfilmung)
  - Da muss doch was gescheh’n
  - Schön ist das Leben, wenn die Musik spielt
- 1955: Die Drei von der Tankstelle (Neuverfilmung)
  - Das mach ich alles mit der linken Hand
  - Ich bin dagegen
- 1956: Le Chemin du Paradis (Neuverfilmung)
- 1960: Bomben auf Monte Carlo (Neuverfilmung)